# Motore Stoddard

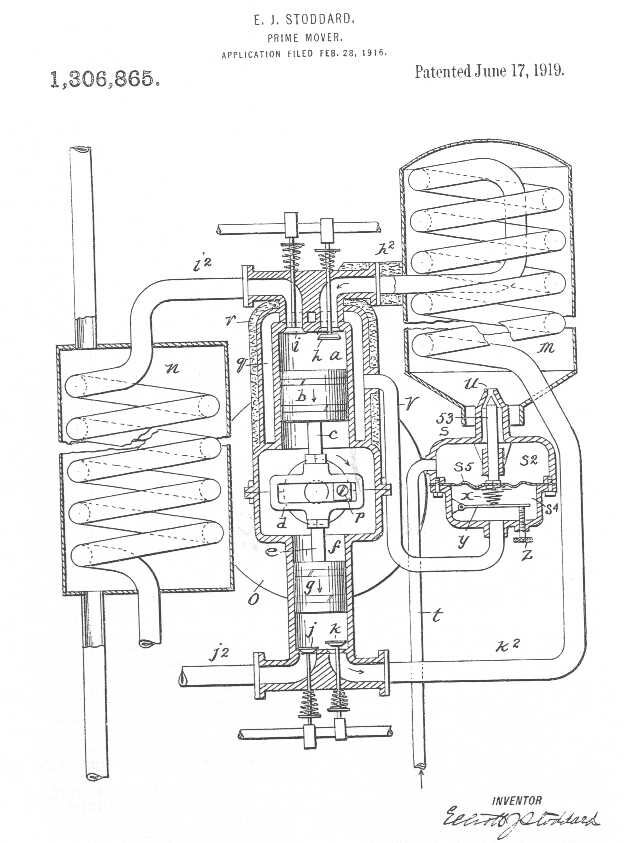
Il motore Stoddard del 1919.

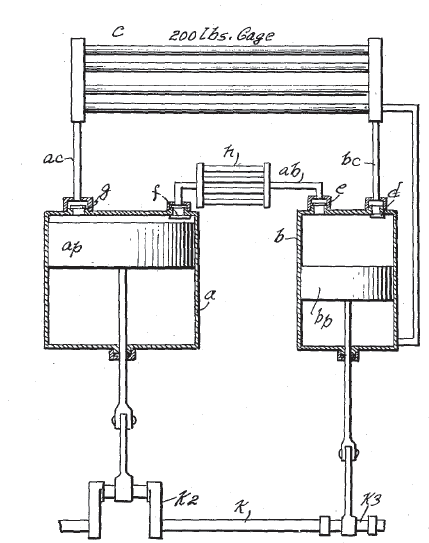
Il motore Stoddard del 1933.

Elliott J. Stoddard inventò e brevettò due versioni del cosiddetto motore Stoddard, la prima nel 1919 e la seconda nel 1933. La classificazione generica del motore è quella di motore a combustione esterna con valvole e fluido lavorante stato singolo gassoso (ad esempio un "motore ad aria calda"). Il fluido lavorante era originariamente l'aria, anche se in versioni moderne possono essere usati altri gas, come elio o idrogeno.
Un vantaggio termodinamico potenziale nell'uso delle valvole è il minimizzare gli effetti negativi del "volume non spazzato" negli scambiatori di calore (a volte chiamato "volume morto"), il quale è risaputo che riduce l'efficienza del motore e la potenza in uscita dal motore Stirling senza valvole.

## Il motore Stoddard del 1919
Le trasformazioni termodinamiche generalizzate nel motore Stoddard del 1919 sono:
- 1. compressione adiabatica
- 2. Aggiunta di calore isobara
- 3. Espansione Adiabatica
- 4. Rimozione di calore isobaro

## Il motore Stoddard del 1933
Nel progetto del 1933, Stoddard ridusse il volume interno degli scambiatori di calore.
Le trasformazioni termodinamiche nel ciclo Stoddard del 1933 sono le stesse di quello del 1919.